# L'Anse des Pilotes et le brise-lames est, Le Havre, après-midi, temps ensoleillé
L'Anse des Pilotes et le brise-lames est, Le Havre, après-midi, temps ensoleillé est un tableau réalisé en 1903 par le peintre français Camille Pissarro.

## Description
Cette peinture à l'huile sur toile représente le port du Havre.
Le tableau fait partie d'une série de 24 tableaux réalisés entre le 4 juillet et le 26 septembre 1903, représentant la vue depuis la chambre du peintre à l'Hôtel Continental,.
La signature C. Pissaro et la date 1903 sont placées en bas à gauche.

## Histoire
Le tableau a été acheté par la ville du Havre en 1903 et est conservé au musée d'Art moderne André-Malraux